# Зяблицев, Георгий Петрович
Георгий (Юрий) Петрович Зяблицев (2 декабря 1955, Рожки, Кировская область — 23 сентября 1997, Москва) — священнослужитель Русской православной церкви, сотрудник Отдела внешних церковных связей. Автор трудов по взаимосвязи классической греческой философии и православного богословия, опубликованных в российских и зарубежных изданиях.

## Биография
Родился 2 декабря 1955 года в селе Рожки в Кировской области в семье педагогов.
В 1977 году окончил режиссёрский факультет Всесоюзного государственного института кинематографии, где был учеником известного кинорежиссёра С. А. Герасимова, под руководством которого снял учебный фильм «Ритуал». Затем работал на киностудии «Ленфильм».
В 1979—1981 годах служил в рядах советской армии.
В 1981 году поступил в третий класс Ленинградской Духовной семинарии, с 1982 года продолжил образование в Ленинградской Духовной академии, которую окончил в 1986 году со степенью кандидата богословия.
В 1990 году был рукоположён во диакона, служил в Спасо-Преображенском соборе города Выборга Ленинградской области.
С 1990 года работал в Отделе внешних церковных сношений Московского Патриархата в секторе по связям с Римско-Католической Церковью.
В 1992 году был рукоположён во пресвитера. Как и многие другие сотрудники ОВЦС в священном сане, он совершал богослужения в московском храме Живоначальной Троицы в Хорошёве.
22 или 23 сентября 1997 года отец Георгий был жестоко убит (множество ножевых ранений) в арендованной для него квартире.
29 сентября 1997 года в храме Живоначальной Троицы в Хорошеве архимандрит Феофан (Ашурков) и сотрудники ОВЦС в священном сане совершили отпевание новопреставленного иерея Георгия. Погребён на своей родине в селе Рожки Кировской области.

## Память
Памяти Георгия Зяблицева посвящена песня Бориса Гребенщикова «По дороге в Дамаск» с альбома Лилит. На концерте в Нью-Йорке перед исполнением «По дороге в Дамаск» «Борис сказал, что теперь эта песня идет с посвящением, так как 5 дней назад в Москве зарезали его друга, „лучшего богослова, золотого человека без копейки — так что убили его не из-за денег <…> у песни тематика подходящая, и я думаю, она ему нравилась“»:

## Публикации
согласно источникам
- Платонизм и богословие преп. Максима Исповедника // Древний и средневековый Восток. 1988. — Ч. 1. — С. 130—139.
- Платонизм и богословие Каллиста Катафигиота // Беседа. — Л.; Париж 1990. — № 8. — C. 30-38.
- Богословие блаженного Августина и античная философия // Церковь и время. 1991. — № 1. — C. 65-76
- Богословие святого Дионисия Ареопагита и античная философия // Журнал Московской Патриархии. 1991. — № 4. — C. 68-72.
- У истоков христианского богословия // Журнал Московской Патриархии. 1991. — № 5. — C. 69-72.
- Богословие преподобного Максима Исповедника // Журнал Московской Патриархии. 1991. — № 11. — C. 65-69.
- Аритмология в святоотеческом богословии [О числовой символике (1, 2, 3) у Ямвлиха, Псевдо-Дионисия Ареопагита, сщмч. Иринея Лионского и свт. Григория Богослова] // Церковь и время. 1992. — № 3. — C. 77-80
- Богословие Оригена // Журнал Московской Патриархии. 1992. — № 2. — C. 47-52.
- Богословие протоиерея Сергия Булгакова и античная философия // Журнал Московской Патриархии. 1992. — № 7. — C. 52-58.
- Богословие любви у преподобного Симеона Нового Богослова // Москва. 1992 — № 1-6. — С. 197—201
- Богословие преподобного Исаака Сирина // Журнал Московской Патриархии. 1993. — № 3. — C. 41-50
- Богословие святителя Григория Нисского // Журнал Московской Патриархии. 1993. — № 8. — C. 29-37.
- Плотин и святоотеческая литература // Богословские труды. 1993. — № 31. — C. 277—295.
- Платон и святоотеческое богословие [библ. 185] // Богословские труды. 1996. — № 32. — C. 235—259.
- Богословие протоиерея Сергия Булгакова и Церковное Предание // Журнал Московской Патриархии. 1996. — № 10. — C. 21-24.
- Молитва или медитация? Размышления о молитве в письмах святителя Феофана Затворника // Миссионерское обозрение. 1997. — № 10. — C. 20—23.
- Бог — «Недоведомый» и «Непостижимый» (проблема богопознания в святоотеческом богословии) // Журнал Московской Патриархии. 1997. — № 12. — C. 62-66.
- Un’opera esicasta dello «Starec» Paisij // Paisij, lo starec atti del III Convegno ecumenico internazionale di spiritualità russa «Paisij Velickovskij e il suo movimento spirituale»: Bose, 20-23 settembre 1995. — Magnano / Comunità di Bose : Edizioni Qiqajon, 1997. — P. 141—148
- Il «Possessore» dello spirito // San Serafim Da Sarov a Diveevo. — Magnano / Comunità di Bose : Edizioni Qiqajon, 1998. — P. 175—183
- Preghiera o meditazione? La vita interiore secondo Teofane // La grande vigilia, Atti del V Convegno ecumenico internazionale di spiritualità russa, Bose 17-20 settembre 1997, a cura di A. Mainardi, Qiqajon, Bose, 1998. — P. 369—380.